# Lifestyles of the Sick & Dangerous
Lifestyles of the Sick & Dangerous — четвёртый альбом финской рок-группы Blind Channel, выход которого состоялся 8 июля 2022 года. 
Над созданием четвёртой полноформатной пластинки группа начала работать уже в 2020 году после выхода альбома Violent Pop, выпущенного в марте и не получившего должного отклика у публики из-за пандемии коронавируса в мире. Тогда группа работала над музыкой и создала песню «Dark Side», запись которой проходила в подвальном бомбоубежище школы Пуоливелинкангас. 
21 января 2021 года группа выпустила «Dark Side» в рамках конкурсной заявки для финского музыкального конкурса UMK, победитель которого получал возможность представить Финляндию на Евровидении-2021.Песня за первые же сутки вырвалась в лидеры конкурса, заполучив больше всего одобрения как от слушателей в Финляндии, так и за рубежом, за что Blind Channel назвали «тёмной лошадкой» среди остальных конкурсантов. 20 февраля состоялся финал конкурса UMK, на котором Blind Channel одержали победу, набрав 551 балл.По итогам своего выступления в полуфинале Евровидения, Blind Channel прошли в финал, где с песней «Dark Side» заняли шестое место. После этого Blind Channel вернулись в студию и продолжили работу над новым альбомом вместе с Йоонасом Паркконеном. 
В конце января 2022 года Blind Channel объявили о том, что их четвёртый альбом получил название «Lifestyles of the Sick & Dangerous», а также объявили дату выхода — 8 июля 2022 и список композиций. Помимо «Dark Side», в трек-лист вошли ранее выпущенные синглы «Balboa» и «We Are No Saints».
К моменту выхода альбома группа выпустила ещё два сингла: 25 февраля вышел трек «Bad Idea», который был сопровождён двумя видеоклипами (один из них вышел 25 февраля, альтернативная версия — 5 мая), а 9 июня — «Don't Fix Me», клип для которого был снят во время весеннего тура по Европе. 
Альбом за 24 часа после выхода набрал 300 000 прослушиваний в Spotify, а также прямо на выступлении на фестивале Ruisrock группе объявили, что сингл «Dark Side» стал трижды платиновым, а «Balboa» впервые получил золото. Уже спустя 5 дней с релиза альбом прослушали уже миллион раз.
Пластинка была положительно воспринята прессой на предпрослушивании. По итогу, крупные финские издания, такие как Kaaoszine и Soundi, в среднем оценили альбом в 4.5/5. Новый альбом также получил восторженные отзывы в европейских и американских музыкальных журналах и порталах. Однако были и достаточно разгромные рецензии, например немецкий Metal Hammer дал альбому оценку 1.5/5, а Kerrang — 3/5.
Альбом держался в чартах Финляндии продолжительное время, 17 июля он добрался до первого места, где группа сумела перегнать по прослушиваниям даже новый альбом английского исполнителя Гарри Стайлса. Также альбом дебютировал в немецких чартах на 15 месте 15 июля, а 23 июня оказался на 22 месте в «Еженедельном Топе Артистов Финляндии» (Spotify).
Физическая версия альбома примечательна тем, что на ней записана новая версия «Bad Idea». По словам участников группы, это было сделано не специально, а лишь связано с тем, что среди множества демо-версий они запутались, что именно должно было быть записанным на носители.
Позднее группа дала несколько интервью, а также выпустил видео Track By Track, где рассказала о том, как происходил выбор песен для пластинки и какой смысл он закладывали в те или иные треки.
Выбор «Opinions» как первого трека пластинки, группа объяснила тем, что на каждом альбоме название первой песни было связано с оружием (на первом альбоме — «Bullet», на втором — «Trigger», на третьем — «Gun» соответственно), и в случае четвёртого альбома произошло то же самое, так как одна из основных целей альбома —  "поразить" слушателя с первой песни. Для многих критиков и поклонников выбор поставить «Opinions» на первое место в альбоме показался странным. Трек был написан в неком гибридном хип-хоп-рок стиле и достаточно сильно отличался от основной части релиза. С записью этого трека группе помогал финский рэп-музыкант Йоона Микаэль Мойланен, младший брат вокалиста группы Нико.
«Alive or Only Burning» получила большое количество внимания ещё во время промо-кампании альбома. По словам вокалиста группы Йоэла, текст этой песни посвящён тем тяжким вещам в жизни, которые проходит каждый. 
Помимо медиа-контента 9:16, эта песня получила ещё две версии. 9 сентября вышла фит-версия с американским рэпкор исполнителем Zero 9:36, а 2 декабря вышел deathstep-ремикс «Alive or Only Burning» от INHUMAN.
«Autopsy» была заявлена как песня, которая была вдохновлена группой Nine Inch Nails; в одной песне музыканты сделали сочетание индастриал хип-хопа и различных эмбиент элементов. Эта песня также была записана совместно с Йооной Мойланеном.
В «Glory for the Greedy» группа вписала фразы людей, которые в прошлом пытались их изменить или убрать важные, по мнению группы, элементы, такие как вокалист-рэпер, вторая гитара (до 2020 года вокалист Йоэл Хокка находился на сцене преимущественно с гитарой), исключительный выбор английского языка в текстах и так далее, а когда Blind Channel добились успеха, принялись их хвалить, поговаривая, что «всегда в них верили».
«Thank You For The Pain» стала завершающей песней на пластинке, а также первой песней в репертуаре Blind Channel, которая длится более 5 минут. Трек состоит из двух частей: первая — сам трек, вторая — аутро с вырезкой из самого первого интервью Blind Channel.

## Синглы
Первым синглом, выпущенным с альбома, стала песня «Dark Side», релиз которой состоялся 21 января 2021 года в рамках премьер песен участников финского отборочного конкурса UMK. Blind Channel создали эту песню, вложив в неё свои переживания по поводу пандемии и обречённости, что коснулись мира, при этом в планах группы было желание подчеркнуть именно бескомпромиссное противостояние трудностям, с которыми столкнулся мир. В целом сингл получил положительные отзывы критиков, а саму песню сравнивали с творениями групп Linkin Park, Limp Bizkit и Son of Dork. В начале марта сингл «Dark Side» получил золотой статус. Через два месяца, 2 мая, сингл также стал трижды платиновым на территории Финляндии. По итогам 2021 года, которые подводила финская государственная телерадиокомпания Yle, «Dark Side» стала самой прослушиваемой песней на финском радио за этот год, а Blind Channel — самой популярной финской группой на тот момент.
В июле стало известно о съёмках видеоклипа для нового второго сингла, а уже в начале августа группа сообщила, что он получил название «Balboa» в честь киногероя Рокки Бальбоа, роль которого была исполнена в череде фильмов Сильвестром Сталлоне. По словам участников группы песня отлично описывает карьерный путь, как и Blind Channel, так и Сильвестра Сталлоне, под впечатлением от рвения которого и была написана. Несмотря на то, что все они столкнулись за эти годы с огромными проблемами, ни один из них не сдался и всегда упрямо поднимался раз за разом. Настойчивость Сталлоне была вознаграждена уже в 1976 году, когда состоялась мировая премьера первого фильма о Рокки, что очень сильно вдохновило участников Blind Channel. Официальный релиз сингла состоялся 13 августа и в тот же день был сопровождён видеоклипом, съёмки которого проходили в Таллине.
В начале ноября 2021 года Blind Channel начали продвижение нового третьего сингла, опубликовав на своём канале тизер под названием «National Heroes». Позже стало известно, что он описывает тематику грядущего релиза и также является полноценным треком с грядущего альбома. Сам сингл, носящий название «We Are No Saints» вышел 12 ноября, в тот же день было выпущено музыкальное видео на эту песню, съёмки которого проходили летом того же года в Финляндии. Идея и смысл песни, по словам группы, в том, что после успешного участия в Евровидении многие стали называть их образцами для подражания и национальными героями, а родители фанатов — жаловаться на то, что участники группы ведут себя неподобающим образом и позволяют себе нецензурно выражаться и пить алкоголь во время появления на телевидении. В свою очередь группа изъявила желание сохранить неприкосновенность как творческой, так и личностной свободы. Этот сингл стал своего рода протестом группы против навешанного на них ярлыка «святых».
Сингл «Bad Idea» стал четвёртым и вышел 25 февраля 2022 года. Изначальная версия песни была написана Нико Мойланеном в 2018 году. По его словам, идея песни пришла в тяжёлый период его жизни в то время, трудности которой были связаны с тяжёлым эмоциональным состоянием по поводу разрыва отношений. Именно тогда ему на ум пришла фраза baby I’m a bad Idea, из которой и родилась песня под названием «Bad Idea». Демо-версия, содержащая фрагменты вокала Нико долгое время лежала "в столе", пока в 2020 году Нико не поделился ей с Алекси Каунисвеси, который изъявил желание поработать над ней. Вместе с вокалистом Йоэлом они переписали куплеты, но при записи трека группа приняла решение оставить в нём фрагменты вокала Нико из изначальной демо-версии. 
Вместе с синглом вышло два видеоклипа, один из которых вышел 25 февраля во время премьеры, а второй 5 мая. Съёмки обоих клипов проходили во второй половине 2021 году Таллине, Эстония. 23 декабря участник группы Алекси в рамках своего сольного проекта Alex Mattson выложил собственный ремикс на «Bad Idea». 
Последним синглом, что группа выпустила перед релизом альбома, стал «Don't Fix Me», вышедший 9 июня. Blind Channel заявили его как летнюю фестивальную песню, а также сообщили, что видеоклипом на данный сингл послужат кадры с их тура по Америке и Европе. О самой песне группа сказала следующее: «Мы хотели написать что-то такое, что люди смогут кричать в голос во время самых безумных моментов своей жизни. Мы хотели сделать песню, которую слушают и когда тяжело от похмелья, и когда наступает облегчение от него».

## Список композиций
Слова и музыка всех песен — участниками Blind Channel..
| №   | Название                 | Длительность |
| --- | ------------------------ | ------------ |
| 1.  | «Opinions»               | 3:08         |
| 2.  | «Dark Side»              | 2:58         |
| 3.  | «Don’t Fix Me»           | 2:53         |
| 4.  | «Bad Idea»               | 3:13         |
| 5.  | «Alive Or Only Burning»  | 3:09         |
| 6.  | «Balboa»                 | 3:12         |
| 7.  | «National Heroes»        | 1:32         |
| 8.  | «We Are No Saints»       | 3:11         |
| 9.  | «Autopsy»                | 3:02         |
| 10. | «Glory For The Greedy»   | 3:29         |
| 11. | «Thank You For The Pain» | 5:35         |

## Участники записи
- Йоэл Хокка — вокал
- Нико Мойланен — вокал
- Йоонас Порко — гитара, бэк-вокал
- Олли Матела — бас-гитара
- Томми Лалли — ударные
- Алекси Каунисвеси — сэмплы, перкуссия